# Жабенка (приток Лихоборки)
Жа́бенка (Жа́бина, Жа́бовка, Жа́бня) — река в Тимирязевском районе Северного административного округа Москвы, правый приток Лихоборки. Своё название получила от слова «жаба». Речное русло частично заключено в подземный коллектор. Вода Жабенки загрязнена нефтепродуктами и солями тяжёлых металлов. Левым притоком реки является Коптевский ручей, правым — Фермерский ручей.
Длина реки по разным источникам составляет от 5,2 км до 6,5 км, площадь водосборного бассейна — 7 км². Жабенка начинается в виде сухой канавы под проезжей частью Тимирязевской улицы возле дома № 42. К западу от истока в канаву сливаются сточные воды, которые питают верхнее течение реки. Водоток проходит на запад по границе леса, поворачивает на север, протекает через Тимирязевский парк и впадает в Верхний и Большой Садовые пруды. Далее вода в коллекторе проходит на северо-восток вдоль Большой Академической улицы, пересекает Октябрьскую железную дорогу и поворачивает на север. В открытом русле Жабенка сохранилась на участке между Дмитровским шоссе и Окружной железной дорогой. Устье расположено к востоку от Дмитровского шоссе. На берегу Жабенки располагались деревни Петровско-Разумовское и Нижние Лихоборы. Разливаясь в половодье, река затапливала поля Петровско-Разумовского, которые получили название Жабенский луг.